# Henri Lebesgue
Henri Léon Lebesgue (pronuncia francese [ɑ̃ʁi leɔ̃ ləbɛɡ]) (Beauvais, 28 giugno 1875 – Parigi, 26 luglio 1941) è stato un matematico francese, famoso soprattutto per i suoi contributi alla moderna teoria dell'integrazione.
La teoria dell'integrazione di Lebesgue fu pubblicata per la prima volta nella sua tesi, Intégrale, longueur, aire ("Integrale, lunghezza, area"), all'Università di Nancy nel 1902.

## Biografia

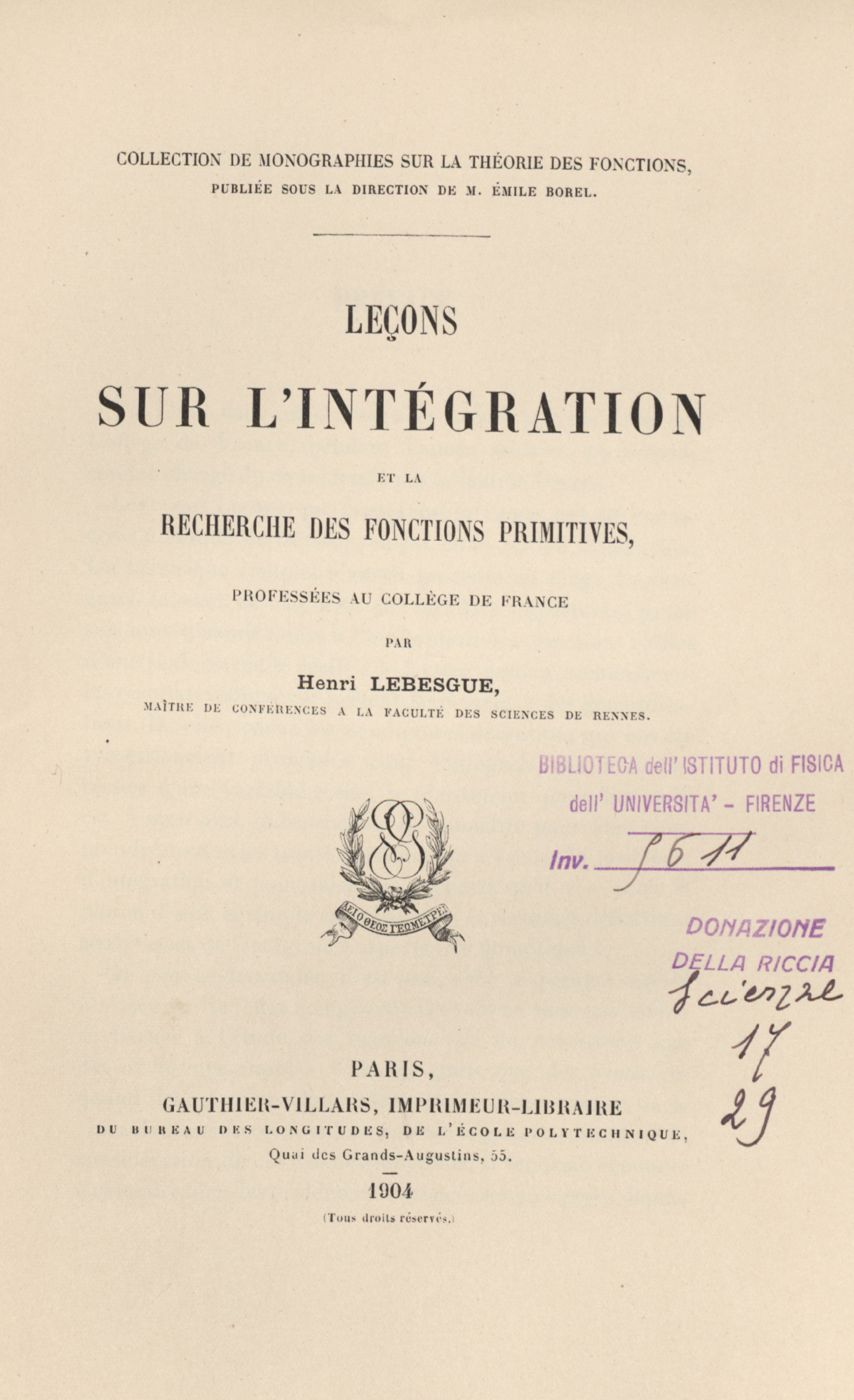
Leçons sur l'integration et la recherche des fonctions primitives, 1904

Il padre di Lebesgue, tipografo, morì di tubercolosi quando suo figlio era ancora molto giovane, e Lebesgue stesso soffrì durante tutta la sua vita a causa di una salute molto cagionevole. In seguito alla morte del padre, sua madre lavorò duramente per mantenere il figlio. Henri cominciò i suoi studi al Collège de Beauvais, dove mostrò di essere un brillante studente, successivamente si trasferì a Parigi dove studiò prima al Lycée Saint Louis e poi al Lycée Louis-le-Grand. 
Per gli studi superiori, nel 1894, entrò alla École normale supérieure di Parigi, dove conseguì nel 1897 il diploma di insegnante di matematica. Durante i successivi due anni studiò nella sua biblioteca privata; fu quindi chiamato come docente al Lycée Centrale di Nancy dove insegnò dal 1899 al 1902.
Il 3 dicembre del 1903 Lebesgue sposò Louise Marguerite Vallet, sorella di uno dei suoi compagni di studi; insieme ebbero due figli, Suzanne e Jacques, ma il loro matrimonio durò fino al 1916, anno del loro divorzio.

## Carriera matematica
Lebesgue lavorò alla sua tesi mentre insegnava a Nancy, ma il suo primo articolo, dal titolo Sur l'approximation des fonctions, fu pubblicato nel 1898. Il contenuto di tale articolo era strettamente correlato al teorema di Weierstraß sull'approssimazione di funzioni continue mediante polinomi. Tra marzo 1899 e aprile 1901 Lebesgue pubblicò sei note nel Comptes Rendus. La prima di queste, non attinente al suo studio sulla teoria dell'integrazione, riguardava un'estensione del teorema di Baire a funzioni a due variabili. Alcune tra le altre erano inerenti alla determinazione di aree di poligoni irregolari, a integrali di superficie di area minima con un contorno assegnato, e la quinta dava la definizione di integrale secondo Lebesgue di una qualsiasi funzione {\displaystyle f(x)}.
La tesi di laurea di Lebesgue, Intégrale, longueur, aire, presentata alla Facoltà di Scienze di Parigi nel 1903, fu pubblicata, lo stesso anno, negli Annali di matematica a Milano. Il primo capitolo riguardava la teoria della misura (si veda anche la misura di Borel); nel secondo capitolo viene definito l'integrale sia geometricamente, sia analiticamente. Il capitolo finale è inerente, soprattutto, al problema di Plateau. La tesi è spesso considerata uno dei migliori lavori mai scritti da un matematico.
Le sue lezioni dal 1902 al 1903 furono raccolte in un breve trattato di Émile Borel Leçons sur l'intégration et la recherche des fonctions primitives. Il problema dell'integrazione, considerato come la ricerca di una primitiva di una funzione, è l'idea chiave del libro. Lebesgue presenta il problema dell'integrazione nel suo contesto storico, facendo riferimento a Cauchy, Dirichlet, e Riemann. Lebesgue illustra sei condizioni che è opportuno che l'integrale soddisfi, l'ultima delle quali afferma che "Se la successione {\displaystyle f_{n}(x)} tende al limite {\displaystyle f(x)}, l'integrale di {\displaystyle f_{n}(x)} tenderà all'integrale di {\displaystyle f(x)}". Mostra, inoltre, come le sue condizioni conducano alla teoria della misura, al concetto di funzioni misurabili e alle definizioni geometriche e analitiche di integrale.
Successivamente si concentrò ancora sulle funzioni trigonometriche con il suo articolo (1903) Sur les séries trigonométriques. In quest'operà presentò i tre principali teoremi: che una serie trigonometrica rappresentante una funzione limitata è una serie di Fourier, che il coefficiente n-esimo di Fourier tende a zero (Lemma di Riemann-Lebesgue), e che una serie di Fourier è integrabile termine a termine. 
Negli anni 1904-1905 Lebesgue tenne ancora delle lezioni al Collège de France, questa volta però sulle serie trigonometriche e fece pubblicare le sue conferenze su un altro dei piccoli trattati di Borel. In questo testo tratta ancora una volta il problema considerando il contesto storico in cui si colloca. Spiega le serie di Fourier, la teoria di Cantor-Riemann, l'integrale di Poisson e il problema di Dirichlet.
In un articolo del 1910, "Representation trigonométrique approchée des fonctions satisfaisant a une condition
de Lipschitz", Lebesgue si occupa delle serie di Fourier di funzioni che soddisfano la condizione di Lipschitz; prova poi, che il lemma di Riemann-Lebesgue è il miglior risultato possibile nel caso di funzioni continue.
Nella branca dell'analisi che si occupa di teoria della misura e in tutte le altre discipline matematiche a essa correlate, l'integrale di Lebesgue-Stieltjes generalizza la teoria dell'integrazione di Riemann-Stieltjes e quella di Lebesgue, mantenendo i molti vantaggi di quest'ultima in un quadro teorico più generale. 
Durante il corso della sua carriera, Lebesgue tentò anche di affermarsi nel campo della analisi complessa e della topologia. 
Ad ogni modo, questi tentativi perdono di importanza in confronto ai suoi contributi nel campo dell'analisi reale; tali contributi ebbero un impatto decisivo sull'attuale forma e struttura dell'analisi reale e il suo metodo è diventato parte integrante dell'analisi moderna.

## Teoria dell'integrazione di Lebesgue
L'integrazione è un'operazione matematica che corrisponde all'idea informale di individuare l'area delimitata dall'asse delle ascisse e dal grafico di una funzione. La prima teoria dell'integrazione fu sviluppata da Archimede nel terzo secolo a.C.; tale teoria utilizzava il metodo delle quadrature, ma questa poteva essere applicata soltanto in determinate condizioni, in presenza di un elevato grado di simmetria geometrica. Dopo il lavoro di Pietro Mengoli, nel XVII secolo, Isaac Newton e Gottfried Wilhelm Leibniz hanno precisato, indipendentemente, l'idea che l'integrazione fosse sostanzialmente l'operazione inversa della derivazione, cioè di un modo per misurare quanto rapidamente una funzione cambia nei vari punti del suo grafico. Questo permise ai matematici di calcolare per la prima volta un'ampia categoria di integrali. Tuttavia, diversamente dal metodo di Archimede, che era rigorosamente basato sulla geometria euclidea, il calcolo integrale di Leibniz e di Newton inizialmente non ebbe un fondamento rigoroso.
Nella prima parte del XIX secolo, Augustin Cauchy sviluppò una teoria dei limiti rigorosa (ma che si basava solo su una nozione di numero reale piuttosto intuitiva); successivamente, intorno alla metà dell'Ottocento, Bernhard Riemann continuò in questa direzione formalizzando quello che oggi è chiamato l'integrale di Riemann. Per definire questo integrale, si disegna sotto il grafico l'area di piccoli rettangoli e si calcola il limite delle somme delle aree di tali rettangoli. Per alcune funzioni, tuttavia, l'area totale di questi rettangoli non si avvicina a un singolo numero. Funzioni di questo tipo si dice che non posseggono integrale di Riemann.
Lebesgue propose un nuovo metodo di integrazione per risolvere questo problema. Invece di considerare le aree dei rettangoli, che pongono l'attenzione sul dominio della funzione, Lebesgue studiò il codominio della funzione. L'idea di Lebesgue fu in primo luogo quella di sviluppare l'integrale per quelle che chiamava funzioni semplici, funzioni misurabili che assumono un numero finito di valori. In seguito lo definì per funzioni più complicate come l'estremo superiore di tutti gli integrali delle funzioni semplici più piccole della funzione in questione.
L'integrazione di Lebesgue gode della notevole proprietà che ogni funzione integrabile secondo Riemann è anche integrabile secondo Lebesgue, e per queste funzioni i due integrali coincidono. Ma ci sono numerose funzioni integrabili secondo Lebesgue che non posseggono l'integrale di Riemann.
Come complemento degli studi sull'integrazione, Lebesgue definì il concetto di misura di Lebesgue che estende l'idea di lunghezza da intervalli a insiemi molto più generali chiamati insiemi misurabili: più precisamente, le funzioni semplici sono funzioni che assumono un numero limitato di valori e ciascuno di questi valori è assunto in un insieme misurabile del dominio. La tecnica di Lebesgue di trasformare un integrale in una misura è facilmente generalizzabile a molte altre situazioni, e conduce al concetto moderno di teoria della misura.
L'integrale di Lebesgue possiede qualche carenza. L'integrale di Riemann fu generalizzato all'integrale improprio di Riemann per riuscire a misurare funzioni il cui dominio di definizione non era un intervallo chiuso. L'integrale di Lebesgue si poté utilizzare per parecchie di queste funzioni, sempre fornendo lo stesso risultato, ma non per tutte. L'integrale di Henstock è un concetto ancor più semplice (si basa sulla teoria di Riemann piuttosto che su quella di Lebesgue) e comprende sia l'integrazione di Lebesgue sia l'integrazione di Riemann. Tuttavia, l'integrale di Henstock dipende da caratteristiche specifiche della retta reale e questa dipendenza non gli consente di costituire una vera generalizzazione, come accade all'integrale di Lebesgue.

## Altre attività di Lebesgue
Oltre alla dissertazione e a numerosi articoli (v. oltre), Lebesgue scrisse due libri, Leçons sur l'intégration et la recherche des fonctions primitives (1904) e Leçons sur les séries trigonométriques (1906).
Anche se l'integrale di Lebesgue avrebbe potuto essere ulteriormente generalizzato, Lebesgue stesso non cercò di migliorare questo aspetto ma trascorse il resto della sua vita ad analizzare casi specifici, in particolare problemi di analisi matematica. Egli una volta scrisse: "Réduites à des théories générales, les mathématiques seraient une belle forme sans contenu" (ridotta a teorie generali, la matematica sarebbe una bella forma senza contenuto).

### Opere di Lebesgue (in Francese)
- (FR) Henri Lebesgue, Leçons sur l'integration et la recherche des fonctions primitives, Collection de monographies sur la theorie des fonctions, Paris, Gauthier-Villars, 1904. URL consultato il 30 giugno 2015.
- Sur le problème des aires 1, 1903
- Sur les séries trigonométriques, 1903
- Une propriété caractéristique des fonctions de classe 1, 1904
- Sur le problème des aires 2, 1905
- Contribution à l'étude des correspondances de M. Zermelo, 1907
- Sur la méthode de M. Goursat pour la résolution de l'équation de Fredholm, 1908
- Sur les intégrales singulières, 1909
- Remarques sur un énoncé dû à Stieltjes et concernant les intégrales singulières, 1909
- Sur l'intégration des fonctions discontinues, 1910
- Sur la représentation trigonométrique approchée des fonctions satisfaisant à une condition de Lipschitz, 1910
- Sur un théorème de M. Volterra, 1912
- Sur certaines démonstrations d'existence., 1917
- Remarques sur les théories de la mesure et de l'intégration., 1918
- Sur une définition due à M. Borel (lettre à M. le Directeur des Annales Scientifiques de l'École Normale Supérieure), 1920
- Exposé géométrique d'un mémoire de Cayley sur les polygones de Poncelet, 1921
- Sur les diamètres rectilignes des courbes algébriques planes, 1921
- Sur la théorie de la résiduation de Sylvester, 1922
- Remarques sur les deux premières démonstrations du théorème d'Euler relatif aux polyèdres, 1924
- Démonstration du théorème fondamental de la théorie projective des coniques faite à l'aide des droites focales de M. P. Robert, 1935

### Biografie
- (EN)  Biografia in MacTutor
- (FR) Henri Léon Lebesgue (28 giugno 1875, Rennes - 26 luglio 1941, Paris), su mathweb.free.fr.